# IC 2911
IC 2911 — галактика типу *2 (подвійна зірка) у сузір'ї Лев. Цей об'єкт міститься в оригінальній редакції індексного каталогу.